# Kisei (shogi)
Pour les articles homonymes, voir Kisei.
Le kisei (棋聖) est l'un des huit titres majeurs du shōgi professionnel japonais.
Le mot kisei désigne un excellent joueur de shōgi ou de jeu de go et qui a été traduit comme « shōgi saint » ki (棋, shōgi) ou go, sei (聖, « une excellente personne »).

## Histoire
Le tournoi kisei a été créé en 1962. Avec sa création, il y avait cinq titres majeurs :
- meijin ;
- judansen (1962-1987) ;
- ōshō ;
- ōi ;
- kisei.

Jusqu'en 1994, il était organisé deux fois par an.

## Format
Le détenteur du titre est déterminé par les 1er, 2e et derniers tours préliminaires.

### Premier tour des préliminaires
Ichiyosen (一次予選). Il est ouvert aux joueurs de classe C et inférieure mais aussi à deux classes féminines (juryokishi). Il est organisé sous la forme de huit tournois à élimination directe. Les huit vainqueurs ont accès au deuxième tour.

### Deuxième tour des préliminaires
Nijiyosen (二次予選). Il réunit les huit vainqueurs de l'ichiyosen mais aussi les joueurs ayant participé au tournoi des candidats de l'édition précédente. Le deuxième tour est organisé sous la forme de tournois à élimination directe. Le nombre de qualifiés pour le tour suivant dépend du nombre de places disponibles dans la phase finale qui doit impérativement réunir seize candidats.

### Phase finale des préliminaires
Kesshō tōnamento (決勝トーナメント). Le tournoi réunit les meilleurs de la phase finale de l'édition précédente, les kisei honoraires en activité et les qualifiés du deuxième tour. Il a lieu sous la forme d'un tournoi à élimination directe. Le vainqueur peut défier le champion kisei en titre.

### La finalekisei
Gobanshōbu (五番勝負). Le joueur qui gagne trois matchs sur cinq devient le nouveau détenteur du titre kisei.

## Kiseihonoraires
Le titre de kisei honoraire (永世棋聖, eisei kisei) est attribué à un joueur qui a gagné le kisei du championnat à cinq reprises. Les joueurs en activité peuvent se qualifier pour ce titre mais il est officiellement remis au moment de leur retraite ou de leur décès.
Les joueurs suivants ont reçu ce titre  ou se sont qualifiés pour celui-ci :
- Yasuharu Oyama (1923-1992, 16 titres dont 7 consécutifs)
- Kunio Yonenaga (1943-2012, 7 titres dont 5 consécutifs)
- Makoto Nakahara (né en 1947, 16 titres dont 5 consécutifs, à la retraite)
- Yasumitsu Satô (actif, né en 1969, 6 titres consécutifs de 2002 à 2007)
- Yoshiharu Habu (actif, né en 1970, 16 titres dont 10 consécutifs de 2008 à 2017)
- Sōta Fujii (actif, né en 2002, 6 titres consécutifs depuis 2020)

## Palmarès
| Édition | Année  | Vainqueur               | Score | Adversaire          |
| ------- | ------ | ----------------------- | ----- | ------------------- |
| 1       | 1962   | Yasuharu Oyama (1-7)    | 3-1   | Masao Tsukada       |
| 2       | 1963 A | Yasuharu Oyama (1-7)    | 3-0   | Tatsuya Futakami    |
| 3       | 1963 B | Yasuharu Oyama (1-7)    | 3-1   | Kozo Masuda         |
| 4       | 1964 A | Yasuharu Oyama (1-7)    | 3-2   | Shigeru Sekine      |
| 5       | 1964 B | Yasuharu Oyama (1-7)    | 3-0   | Sōetsu Homma        |
| 6       | 1965 A | Yasuharu Oyama (1-7)    | 3-2   | Kozo Masuda         |
| 7       | 1965 B | Yasuharu Oyama (1-7)    | 3-2   | Tatsuya Futakami    |
| 8       | 1966 A | Tatsuya Futakami        | 3-1   | Yasuharu Oyama      |
| 9       | 1966 B | Yasuharu Oyama (8)      | 3-0   | Tatsuya Futakami    |
| 10      | 1967 A | Michiyoshi Yamada (1-2) | 3-1   | Yasuharu Oyama      |
| 11      | 1967 B | Michiyoshi Yamada (1-2) | 3-2   | Makoto Nakahara     |
| 12      | 1968 A | Makoto Nakahara (1-3)   | 3-1   | Michiyoshi Yamada   |
| 13      | 1968 B | Makoto Nakahara (1-3)   | 3-1   | Yasuharu Oyama      |
| 14      | 1969 A | Makoto Nakahara (1-3)   | 3-0   | Michiyoshi Yamada   |
| 15      | 1969 B | Kunio Naitō             | 3-1   | Makoto Nakahara     |
| 16      | 1970 A | Yasuharu Oyama (9)      | 3-1   | Kunio Naitō         |
| 17      | 1970 B | Makoto Nakahara (4-7)   | 3-0   | Yasuharu Oyama      |
| 18      | 1971 A | Makoto Nakahara (4-7)   | 3-1   | Yasuharu Oyama      |
| 19      | 1971 B | Makoto Nakahara (4-7)   | 3-1   | Tatsuya Futakami    |
| 20      | 1972 A | Makoto Nakahara (4-7)   | 3-1   | Kunio Naitō         |
| 21      | 1972 B | Michio Ariyoshi         | 3-2   | Makoto Nakahara     |
| 22      | 1973 A | Kunio Yonenaga          | 3-1   | Michio Ariyoshi     |
| 23      | 1973 B | Kunio Naitō (2)         | 3-2   | Kunio Yonenaga      |
| 24      | 1974 A | Yasuharu Oyama (10-16)  | 3-1   | Kunio Naitō         |
| 25      | 1974 B | Yasuharu Oyama (10-16)  | 3-0   | Kunio Yonenaga      |
| 26      | 1975 A | Yasuharu Oyama (10-16)  | 3-1   | Tatsuya Futakami    |
| 27      | 1975 B | Yasuharu Oyama (10-16)  | 3-0   | Tatsuya Futakami    |
| 28      | 1976 A | Yasuharu Oyama (10-16)  | 3-1   | Kiyozumi Kiriyama   |
| 29      | 1976 B | Yasuharu Oyama (10-16)  | 3-2   | Kunio Yonenaga      |
| 30      | 1977 A | Yasuharu Oyama (10-16)  | 3-1   | Keiji Mori          |
| 31      | 1977 B | Makoto Nakahara (8-12)  | 3-2   | Yasuharu Oyama      |
| 32      | 1978 A | Makoto Nakahara (8-12)  | 3-0   | Michio Ariyoshi     |
| 33      | 1978 B | Makoto Nakahara (8-12)  | 3-1   | Tatsuya Futakami    |
| 34      | 1979 A | Makoto Nakahara (8-12)  | 3-1   | Hifumi Katō         |
| 35      | 1979 B | Makoto Nakahara (8-12)  | 3-0   | Hitoshige Awaji     |
| 36      | 1980 A | Kunio Yonenaga (2)      | 3-1   | Makoto Nakahara     |
| 37      | 1980 B | Tatsuya Futakami (2-4)  | 3-1   | Kunio Yonenaga      |
| 38      | 1981 A | Tatsuya Futakami (2-4)  | 3-0   | Makoto Nakahara     |
| 39      | 1981 B | Tatsuya Futakami (2-4)  | 3-0   | Hifumi Katō         |
| 40      | 1982 A | Keiji Mori              | 3-0   | Tatsuya Futakami    |
| 41      | 1982 B | Makoto Nakahara (13)    | 3-1   | Keiji Mori          |
| 42      | 1983 A | Hidemitsu Moriyasu      | 3-2   | Makoto Nakahara     |
| 43      | 1983 B | Kunio Yonenaga (3-7)    | 3-1   | Hidemitsu Moriyasu  |
| 44      | 1984 A | Kunio Yonenaga (3-7)    | 3-0   | Koji Tanigawa       |
| 45      | 1984 B | Kunio Yonenaga (3-7)    | 3-2   | Osamu Nakamura      |
| 46      | 1985 A | Kunio Yonenaga (3-7)    | 3-1   | Osamu Katsuura      |
| 47      | 1985 B | Kunio Yonenaga (3-7)    | 3-0   | Osamu Nakamura      |
| 48      | 1986 A | Kiyozumi Kiriyama (1-3) | 3-1   | Kunio Yonenaga      |
| 49      | 1986 B | Kiyozumi Kiriyama (1-3) | 3-1   | Yoshikazu Minami    |
| 50      | 1987 A | Kiyozumi Kiriyama (1-3) | 3-0   | Kazuyoshi Nishimura |

| Édition | Année  | Vainqueur               | Score | Adversaire         |
| ------- | ------ | ----------------------- | ----- | ------------------ |
| 51      | 1987 B | Yoshikazu Minami        | 3-0   | Kiyozumi Kiriyama  |
| 52      | 1988 A | Torahiko Tanaka         | 3-2   | Yoshikazu Minami   |
| 53      | 1988 B | Makoto Nakahara (14-16) | 3-2   | Torahiko Tanaka    |
| 54      | 1989 A | Makoto Nakahara (14-16) | 3-1   | Yoshikazu Minami   |
| 55      | 1989 B | Makoto Nakahara (14-16) | 3-2   | Nobuyuki Yashiki   |
| 56      | 1990 A | Nobuyuki Yashiki (1-2)  | 3-2   | Makoto Nakahara    |
| 57      | 1990 B | Nobuyuki Yashiki (1-2)  | 3-1   | Taku Morishita     |
| 58      | 1991 A | Yoshikazu Minami (2)    | 3-2   | Nobuyuki Yashiki   |
| 59      | 1991 B | Koji Tanigawa (1-3)     | 3-0   | Yoshikazu Minami   |
| 60      | 1992 A | Koji Tanigawa (1-3)     | 3-1   | Masataka Gōda      |
| 61      | 1992 B | Koji Tanigawa (1-3)     | 3-0   | Masataka Gōda      |
| 62      | 1993 A | Yoshiharu Habu (1-5)    | 3-1   | Koji Tanigawa      |
| 63      | 1993 B | Yoshiharu Habu (1-5)    | 3-2   | Koji Tanigawa      |
| 64      | 1994 A | Yoshiharu Habu (1-5)    | 3-1   | Koji Tanigawa      |
| 65      | 1994 B | Yoshiharu Habu (1-5)    | 3-0   | Akira Shima        |
| 66      | 1995   | Yoshiharu Habu (1-5)    | 3-0   | Hiroyuki Miura     |
| 67      | 1996   | Hiroyuki Miura          | 3-2   | Yoshiharu Habu     |
| 68      | 1997   | Nobuyuki Yashiki (3)    | 3-1   | Hiroyuki Miura     |
| 69      | 1998   | Masataka Gōda           | 3-0   | Nobuyuki Yashiki   |
| 70      | 1999   | Koji Tanigawa (4)       | 3-0   | Masataka Gōda      |
| 71      | 2000   | Yoshiharu Habu (6)      | 3-2   | Koji Tanigawa      |
| 72      | 2001   | Masataka Gōda (2)       | 3-2   | Yoshiharu Habu     |
| 73      | 2002   | Yasumitsu Satō (1-6)    | 3-2   | Masataka Gōda      |
| 74      | 2003   | Yasumitsu Satō (1-6)    | 3-0   | Tadahisa Maruyama  |
| 75      | 2004   | Yasumitsu Satō (1-6)    | 3-0   | Toshiyuki Moriuchi |
| 76      | 2005   | Yasumitsu Satō (1-6)    | 3-2   | Yoshiharu Habu     |
| 77      | 2006   | Yasumitsu Satō (1-6)    | 3-0   | Daisuke Suzuki     |
| 78      | 2007   | Yasumitsu Satō (1-6)    | 3-1   | Akira Watanabe     |
| 79      | 2008   | Yoshiharu Habu (7-16)   | 3-2   | Yasumitsu Satō     |
| 80      | 2009   | Yoshiharu Habu (7-16)   | 3-2   | Kazuki Kimura      |
| 81      | 2010   | Yoshiharu Habu (7-16)   | 3-0   | Koichi Fukaura     |
| 82      | 2011   | Yoshiharu Habu (7-16)   | 3-0   | Koichi Fukaura     |
| 83      | 2012   | Yoshiharu Habu (7-16)   | 3-0   | Taichi Nakamura    |
| 84      | 2013   | Yoshiharu Habu (7-16)   | 3-1   | Akira Watanabe     |
| 85      | 2014   | Yoshiharu Habu (7-16)   | 3-0   | Toshiyuki Moriuchi |
| 86      | 2015   | Yoshiharu Habu (7-16)   | 3-1   | Masayuki Toyoshima |
| 87      | 2016   | Yoshiharu Habu (7-16)   | 3-2   | Takuya Nagase      |
| 88      | 2017   | Yoshiharu Habu (7-16)   | 3-1   | Shintaro Saito     |
| 89      | 2018   | Masayuki Toyoshima      | 3-2   | Yoshiharu Habu     |
| 90      | 2019   | Akira Watanabe          | 3-1   | Masayuki Toyoshima |
| 91      | 2020   | Sota Fujii (1-6)        | 3-1   | Akira Watanabe     |
| 92      | 2021   | Sota Fujii (1-6)        | 3-0   | Takayuki Yamasaki  |
| 93      | 2022   | Sota Fujii (1-6)        | 3-1   | Takuya Nagase      |
| 94      | 2023   | Sota Fujii (1-6)        | 3-1   | Daichi Sasaki      |
| 95      | 2024   | Sota Fujii (1-6)        | 3-0   | Takayuki Yamasaki  |
| 96      | 2025   | Sota Fujii (1-6)        | 3-0   | Kazuo Sugimoto     |

## Record
- Record du nombre de titres : Yasuharu Oyama, Makoto Nakahara et Yoshiharu Habu : 16 titres.
- Record du nombre de titre consécutifs : Yoshiharu Habu, 10 d'affilée (2008-2017).